# ستارووا گورا
ستارووا گورا (به لهستانی:  Starowa Góra) یک منطقهٔ مسکونی در لهستان است که در گمینا ژگوو (استان ووتسکی) واقع شده‌است. ستارووا گورا ۱٬۳۰۰ نفر جمعیت دارد.